# Détective Academie Q
Détective Academie Q (探偵学園Q, Tantei Gakuen Q) est un manga écrit par Tadashi Agi sous le pseudonyme de Seimaru Amagi et dessiné par Fumiya Satō. Il a été prépublié dans le magazine Weekly Shōnen Magazine de Kōdansha entre 2001 et 2005, puis compilé en un total de 22 volumes.
Il a été adapté en un anime de 45 épisodes produit par le studio Pierrot et diffusé au Japon sur les chaînes TBS et Animax entre avril 2003 et mars 2004.

## Synopsis
Renjou Kyuu est un jeune garçon a l'esprit vif. À la suite d'une discorde, Ryou va faire la connaissance de Minami Megumi, une jolie jeune fille possédant une mémoire visuelle hors du commun.
Plus tard et accompagné de Kinta, Kyuu et Megumi vont tous les trois participer à un test d'entrée pour l’académie de Dan Morihiko, célèbre détective, la DDS (Dan Detective School).
Ils réussiront à intégrer la DDS et rencontreront Narusawa Kazuma et Amakusa Ryuu, tous les cinq vont vivre des enquêtes pour élucider des meurtres, souvent en chambre close.
Ils devront aussi faire face à une organisation criminelle nommée "PLUTON".

## Univers

### La DDS académie
Cette école a été fondée par Dan Morihiko qui en est l'actuel directeur.
Elle comporte 2 bâtiments :
- le bâtiment principal où étudient les élèves des classes A à D. Il comporte des salles de simulation, d'entrainement, d'autopsie,... (voir épisode 4)
- le bâtiment secondaire qui est le bâtiment de la classe Q. C'est un vieux manoir et comme le dit Ryuu, « c'est un mystère en lui-même ».

## Personnages

### Classe Q
La classe Q a été créée pour désigner les prochains successeurs de Dan Morihiko. C'est la classe la plus importante de la DDS. Le Q veut dire Qualifier.
Renjou Kyuu
Kyuu est un jeune garçon de terminale avant d’intégrer la DDS. Depuis le jour où il a été sauvé d'un kidnapping étant petit par un détective (il s'agit de son père sans qu'il ne le sache), il rêve de devenir détective à son tour. C'est son esprit vif qui lui permet de résoudre les affaires les plus compliquées.
Au début de l'histoire, il rencontre Megumi, qui va l'aider à sortir de ses problèmes dus à un malentendu.
C'est en résolvant une histoire de meurtre aux côtés de Megumi et de Kinta qu'il va se faire repérer par Katagari Shino, professeur à la DDS.
Liens avec la classe Q :
- Ryuu : ce sont de très bons amis, ils partagent cette vivacité d’esprit et se protègent mutuellement. Ils sont comme des frères.
- Megumi : au début ce sont de simples amis mais très vite c'est de l'amour qui va se créer.
- Kinta : avec Kyuu, ils partagent des délires « pervers ».
- Kazuma : une amitié, ni plus ni moins.

Lien avec la classe A
Avec la classe Q, il se crée une rivalité, surtout avec Yukihira Sakurako (voir épisodes 24 et 25).
Lien de famille
Kyuu vit seul avec sa mère dans une petite maison.
Son père, Satoru Renjou, était un détective qui l'a sauvé quand il était petit. Il est mort en 1993 en voulant sauver Dan-sensei
Minami Megumi
Aamakusa Ryuu
Touyama Kintarou
Narusawa Kazuma

### Classe A
Akimoto Kana
Saburoumaru Yukata
Yukihira Sakurako
Shiramine Hayato
Shishido Takeshi
Gouda Kyousuke
Touya Kuniko

### Classe B
Hirono Kouichi
Hiraoi Daiji
Kashiwagi Tomoya

### Classe C
Mizugoshi Kuwan
Ikeda Hideko
Kanno Yikiho
Takahasi Hidemasa
Hirakawa Kasuteru
Kashige Touko

### Classe D
Itou Tatsunoubu
Kutakami Noboru
Inaba Kanako
Suzuki Koutaro
Satou Fumiko

## Manga
| no | Japonais          | Japonais      |
| no | Date de sortie    | ISBN          |
| -- | ----------------- | ------------- |
| 1  | 17 septembre 2001 | 4-06-313024-X |
| 2  | 17 octobre 2001   | 4-06-313033-9 |
| 3  | 17 décembre 2001  | 4-06-313056-8 |
| 4  | 15 mars 2002      | 4-06-313088-6 |
| 5  | 17 mai 2002       | 4-06-363109-5 |
| 6  | 16 août 2002      | 4-06-363138-9 |
| 7  | 17 octobre 2002   | 4-06-363155-9 |
| 8  | 17 janvier 2003   | 4-06-363196-6 |
| 9  | 17 mars 2003      | 4-06-363217-2 |
| 10 | 17 avril 2003     | 4-06-363228-8 |
| 11 | 17 juin 2003      | 4-06-363254-7 |
| 12 | 17 septembre 2003 | 4-06-363293-8 |
| 13 | 17 novembre 2003  | 4-06-363314-4 |
| 14 | 16 janvier 2004   | 4-06-363327-6 |
| 15 | 17 mars 2004      | 4-06-363345-4 |
| 16 | 17 juin 2004      | 4-06-363390-X |
| 17 | 17 septembre 2004 | 4-06-363425-6 |
| 18 | 17 décembre 2004  | 4-06-363462-0 |
| 19 | 17 mars 2005      | 4-06-363503-1 |
| 20 | 17 mai 2005       | 4-06-363527-9 |
| 21 | 15 juillet 2005   | 4-06-363553-8 |
| 22 | 17 octobre 2005   | 4-06-363585-6 |

## Anime

### Liste des épisodes
| No | Titre français                                                                                    | Titre japonais              | Titre japonais                                        | Date de 1re diffusion |
| No | Titre français                                                                                    | Kanji                       | Rōmaji                                                | Date de 1re diffusion |
| --- | ------------------------------------------------------------------------------------------------- | --------------------------- | ----------------------------------------------------- | --------------------- |
| 1 | Le réveil du plus grand détective du monde !                                                      | 目指せ!世界一の名探偵!!     | Mezase! Sekaiichi no Meitantei!!                      | 15 avril 2003         |
| À la suite d'une bousculade, Kyuu un jeune garçon se fait accuser de vol d'argent par un vieil homme mais grâce à Megumi il va résoudre le problème. Plus tard dans la soirée, ils vont retrouver le vieil homme mais malheureusement mort dans un chantier. Les suspects sont : - le contremaître Shinoda Hitoshi – il disait qu'il voulait le virer - l'ouvrier en bâtiment Kizaki Masao – ils se sont querellés le matin même - décoratrice d’intérieur Kurihara Misao |                                                                                                   |                             |                                                       |                       |
| 2 | L'examen d'entrée - En ville : Premiers pas vers le rêve ! Le piège de l'examen d'entrée          | 夢の第一歩•入学試験の罠     | Yume no Daiippo - Nyūgaku Shiken no Wana              | 22 avril 2003         |
| C'est le jour de l’examen d'entre pour la DDS mais la mère de Kyuu est contre. Malgré le refus de sa mère, Kyuu décide de tenter l'examen. Lors de l'examen, Katagari Shino présente des photos d'un meurtre puis 6 suspects potentiels et c'est là que commence la filature dans le but d’accéder à la deuxième manche. |                                                                                                   |                             |                                                       |                       |
| 3 | L'examen d'entrée - En forêt : L'ultime test ! Le piège de la forêt (partie 2)                    | 最終試験!張り巡らされた罠   | Saishū Shiken! Harimegurasareta Wana                  | 29 avril 2003         |
| Avant de passer à la deuxième étape, le groupe va devoir s'aventurer dans le parc mais à la suite des manigances de Saburumaru Yataka, ils se font séparer en deux groupes, Kyuu et Megumi ensemble. Kinta et Kazuma vont les aider en laissant des vêtements, mais un piège attend Kyuu et Megumi. |                                                                                                   |                             |                                                       |                       |
| 4 | Une tentative de meurtre à la cérémonie d'entrée - Une bombe à l'école !                          | 入学式の殺意!学園爆破予告   | Nyūgakushiki no Satsui! Gakuen Bakuha Yokoku          | 6 mai 2003            |
| Ryuu arrive à la DDS où il y retrouve ses 3 nouveaux amis dans le but de découvrir le campus. Après cette visite pleine de surprise, l'annonce de classe est rendue publique aux nouveaux élèves mais aussi l'annonce que trois bombes ont été posées et sont prêtes à exploser. |                                                                                                   |                             |                                                       |                       |
| 5 | Résoudre le code ! L'ultime message du mourant                                                    | 暗号解読!?死者のメッセージ  | Angō Kaidoku!? Shisha no Messēji                      | 13 mai 2003           |
| Au début de l’épisode, un jeune garçon nommé Ryuu arrive à l'aéroport et se dirige vers la DDS. La classe A est envoyée sur le terrain pour élucider un meurtre. Kasuma, voulant intégrer cette classe (il pense qu'elle a un niveau plus élevé), supplie Dan-sensei de le laisser y aller. Dan-sensei laisse toute la classe Q rejoindre la classe A . Ils arrivent sur le lieu du crime où ils sont reçus par la fille du défunt, et c'est sur l'ordinateur que ce dernier a laissé un dying message (dernier parole): R I J H N T U N B M 5 Y E G F B La victime est : Ootori Mitsugu, la mort est due à un choc à la tête, c'était un commentateur sportif spécialisé dans les courses de F1. Les suspects sont : - l'assistante Honda Keiko - le manager Kawaser Chikara - la femme du défunt Ootori Mayumi |                                                                                                   |                             |                                                       |                       |
| 6 | 1000 témoins font l'alibi !                                                                       | 証言者1000人完全なアリバイ  | Shōgensha Sen-nin Kanzen na Aribai                    | 20 mai 2003           |
| Au début, nous assistons à un cours sur la différence entre suicide et étranglement. C'est au détour d'un chemin que Kinta, Megumi et Kyuu entendent un hurlement venant d'une grande maison, ils s'y précipitent et ils découvrent le corps d'une femme mort recroquevillé et la sœur de la défunte en pleur. Cette dernière essaye d'accuser la gouvernante, mais Kinta s'interpose et accuse la sœur, mais elle réfute son alibi, c'est alors que Kinta fait tout pour prouver l’innocence de la jeune gouvernante. La victime est: Shigeta Akemi mort par étranglement. Les suspects sont : - la sœur de la victime Skigeta Kumi - la gouvernante Kinoshita Sayaka |                                                                                                   |                             |                                                       |                       |
| 7 | Le puzzle du testament                                                                            | ジグソーパズルの遺言状      | Jigusōpazuru no Yuigonjō                              | 27 mai 2003           |
| 8 | L'île de Kirisaki - Ryuu : Le beau détective apparaît enfin !                                     | あの美少年探偵!ついに登場!! | Ano Bishōnen Tantei! Tsui ni Toujou!!                 | 3 juin 2003           |
| 9 | L'île de Kirisaki - Meurtres : Confrontation ! Le meurtrier transcende le temps                   | 対決!時を越えた殺人鬼!!     | Taiketsu! Toki wo Koeta Satsujinki!!                  | 10 juin 2003          |
| 10 | L'île de Kirisaki - Résolution : Le génie du beau détective - Résolution de la chambre close      | 天才美少年•完全密室を暴く   | Tensai Bishōnen - Kanzen Mitsushitsu wo Abaku         | 17 juin 2003          |
| 11 | L'île de Kirisaki - Vérité : Le dernier match - La vérité sur la classe Q !                       | 最終決戦!Qクラスの真実!!    | Saishū Kessen! Kyū Kurasu no Shinjitsu!!              | 24 juin 2003          |
| 12 | Meurtre et esprits - Meurtre : Conflit de générations ! Le meurtre à la séance de spiritisme      | たたり発生!?降霊術殺人事件  | Tatari Hassai!? Kōreijū Satsujin Jiken                | 1er juillet 2003      |
| 13 | Meurtre et esprits - Soupçons : Esprit malfaisant en huis-clos ! Les meurtres ne s'arrêtent pas ! | 密室の悪霊!止まらない殺人   | Misshitsu no Akuryō! Tomara nai Satsujin              | 8 juillet 2003        |
| 14 | Meurtre et esprits - Vérité : La révélation du monde des Esprits ! La vérité interdite            | 霊界が告げる!禁断の真相!!   | Reikai ga Tsugeru! Kindan no Shinsō!!                 | 15 juillet 2003       |
| 15 | 30 mètres sous les mers - L'affaire du huis clos en profondeur                                    | 水深30m 海底密室殺人事件    | Suishin San-Jū Mētoru Kaitei Misshitsu Satsujin Jiken | 22 juillet 2003       |
| 16 | Rivalité des classes ! La bataille de la personne disparue                                        | クラス対抗!人間消失バトル   | Kurasu Taikō! Ningen Shōjutsu Batoru                  | 29 juillet 2003       |
| 17 | La région inexplorée mène à la Mort ! La légende du village Kamikakushi                           | 死に至る秘境!神隠し村伝説   | Shini Itaru Hikyō! Kamikakushi Mura Densetsu          | 5 août 2003           |
| 18 | Un moment déterminant ! Un corps disparu dans les cieux                                           | 決定的瞬間!空に消える死体   | Ketteiteki Shunkan! Sora ni Kieru Shitai              | 12 août 2003          |
| 19 | Mort annoncée ! Tu es le prochain !                                                               | 死のお告げ!次はお前だ!!     | Shino Otsuke! Tsugi wa Omae da!!                      | 26 août 2003          |
| 20 | Tout s'éclaircit ! Le Grand Prêtre masqué - Crimes et mensonges !                                 | 発覚!仮面の教祖―罪と嘘!!    | Hakkaku! Kamen no Kyōso - Sai to Uso!!                | 2 septembre 2003      |
| 21 | L'ultime Kamikakushi ! Il n'y a qu'une seule solution !!                                          | 最後の神隠し!答えは一つ     | Saigo no Kamikakushi! Kotae wa Hitotsu                | 9 septembre 2003      |
| 22 | Le diner du mort                                                                                  | 死者のディンナ一            | Shisha no Dinnā                                       | 4 octobre 2003        |
| 23 | L'alibi du train                                                                                  | アリバ列車                  | Aribai Ressha                                         | 11 octobre 2003       |
| 24 | L'idole maudite                                                                                   | 呪いのアイドル              | Noroi no Aidoru                                       | 18 octobre 2003       |
| 25 | Un ancien ennemi ! Pluton                                                                         | 宿敵!冥王星                 | Shukuteki! Meiousei                                   | 25 octobre 2003       |
| 26 | La cible est Megumi                                                                               | 狙われたメグ                | Nerawareta Megumi                                     | 1er novembre 2003     |
| 27 | Le Dragon disparu                                                                                 | 消えたドラゴン              | Kieta Dragon                                          | 8 novembre 2003       |
| 28 | SOS depuis prison souterraine                                                                     | 地下牢獄SOS                 | Chika Rōgoku Esu Ō Esu                                | 15 novembre 2003      |
| 29 | Le collectionneur de meurtres                                                                     | 殺人コレクター              | Satsujin Collector                                    | 22 novembre 2003      |
| 30 | L'émission du campus de la Mort                                                                   | 死の校内放送                | Shi no Kōnai Hōsō                                     | 29 novembre 2003      |
| 31 | Tragédie en ligne                                                                                 | ネットの悲劇                | Netto no Hibiki                                       | 6 décembre 2003       |
| 32 | Le groupe des jolies détectives                                                                   | 美少女探偵団                | Bishōjo Tanteidan                                     | 13 décembre 2003      |
| 33 | Le mystère de la salle de cours de cuisine                                                        | 家庭科室の謎                | Kateika Shitsu no Nazo                                | 20 décembre 2003      |
| 34 | Plus de malédiction                                                                               | 消えた呪い                  | Kieta Noroi                                           | 27 décembre 2003      |
| 35 | Le terrifiant pyromane au rubis                                                                   | 恐怖の宝石爆弾              | Kyofu no Hōseki Bakudan                               | 10 janvier 2004       |
| 36 | L'affaire de meurtre dans la maison des illusions                                                 | 幻奏館殺人事件              | Gensōkan Satsujin Jiken                               | 17 janvier 2004       |
| 37 | La mélodie du Shinigami                                                                           | 死神の旋律                  | Shinigami no Senritsu                                 | 24 janvier 2004       |
| 38 | Concerto meurtrier                                                                                | 殺人協奏曲                  | Satsujin Kyōsōkyoku                                   | 31 janvier 2004       |
| 39 | Un acte désespéré pour l'amitié                                                                   | 友情の決死行                | Yūjō no Kesshikō                                      | 7 février 2004        |
| 40 | Duel ! La femme sans tête                                                                         | 対決!首なし女               | Taiketsu! Kubinashi onna                              | 14 février 2004       |
| 41 | L'affaire du meurtre de la princesse Maya                                                         | 魔矢姫殺人事件              | Maya Hime Satsujin Jiken                              | 21 février 2004       |
| 42 | Le village des traîtres                                                                           | 裏切り者の里                | Uragirimono no Sato                                   | 28 février 2004       |
| 43 | Le choix de Ryu                                                                                   | リュウの決意                | Ryu no Ketsui                                         | 6 mars 2004           |
| 44 | Le kidnapping de Dan Morihiko                                                                     | 団守彦、誘拐!               | Dan Morihiko, Yūkai!                                  | 13 mars 2004          |
| 45 | Des détectives d'avenir                                                                           | 未来の名探偵                | Mirai no Meitantei                                    | 20 mars 2004          |